# José Tolentino de Mendonça
José Tolentino Calaça de Mendonça, GCSE • ComSE • ComIH (Machico, Madeira, 15 de Dezembro de 1965) é um cardeal, poeta e teólogo português.
Atualmente é prefeito do Dicastério para a Cultura e a Educação, na Cúria Romana. No dia 5 de outubro de 2019 foi elevado a cardeal pelo Papa Francisco durante o Consistório Ordinário Público de 2019.
Teólogo e professor universitário, José Tolentino de Mendonça é também considerado uma das vozes mais originais da literatura portuguesa contemporânea e reconhecido como um eminente intelectual católico. A sua obra inclui poesia, ensaios e peças de teatro assinados como José Tolentino Mendonça.

## Biografia

### Família
O mais novo de cinco irmãos, José Tolentino de Mendonça nasce na ilha da Madeira (Portugal) a 15 de dezembro de 1965. Vive, no entanto, os primeiros anos da sua infância em Angola, em zonas costeiras onde o pai é pescador. Deixa África aos 9 anos, aquando da independência das colónias portuguesas.

### Formação, vida sacerdotal e religiosa
Em 1989 licencia-se em Teologia na Universidade Católica Portuguesa. Em 1990 é ordenado padre da Diocese do Funchal, Madeira. Nesse mesmo ano, publica a sua primeira recolha de poemas, Os Dias Contados. Em 1992 recebe o título de Mestre em Ciências Bíblicas pelo Pontifício Instituto Bíblico e em 2004 o de Doutor em Teologia Bíblica pela UCP.
Enquanto padre, exerceu as suas funções pastorais na Paróquia de Nossa Senhora do Livramento no Funchal entre 1992 e 1995, depois em Lisboa foi capelão durante 5 anos na UCP, esteve na paróquia de Santa Isabel e, desde 2010, reitor da Capela de Nossa Senhora da Bonanza, mais conhecida por Capela do Rato.

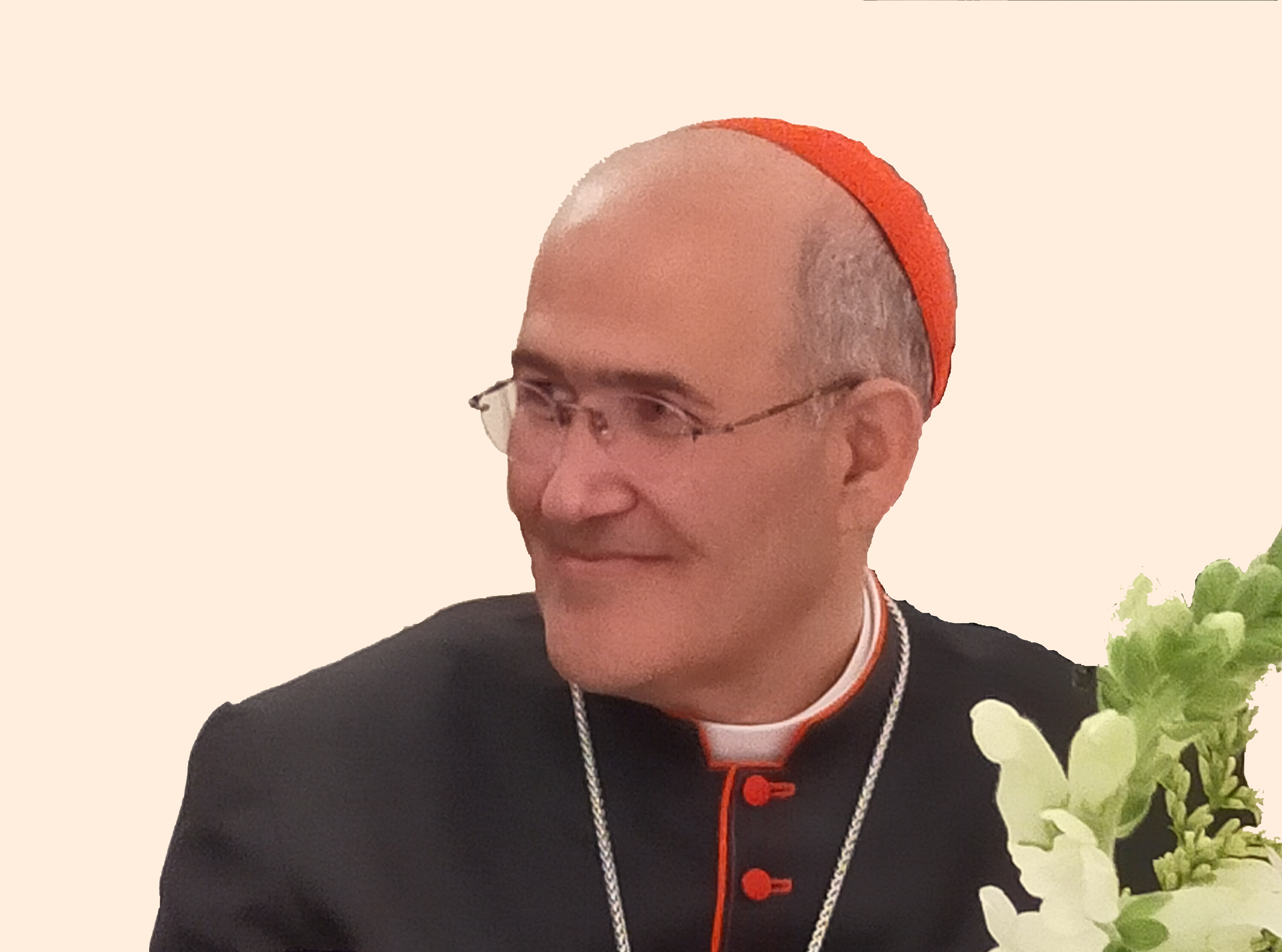
O Cardeal D. José Tolentino de Mendonça em 15 de maio de 2021

A 4 de Agosto de 2021, o cardeal José Tolentino de Mendonça ingressou como membro das Fratenidades Sacerdotais de São Domingos, em cerimónia que ocorreu no Convento de São Domingos, em Lisboa.

### Carreira académica
Os primeiros anos de vida sacerdotal de José Tolentino de Mendonça são também académicos. 
Foi professor no Seminário do Funchal, reitor do Pontifício Colégio Português em Roma, docente na Universidade Católica Portuguesa e professor convidado no Brasil, pela Universidade Católica de Pernambuco (Unicap), pela Pontifícia Universidade Católica do Rio de Janeiro e pela Faculdade Jesuíta de Filosofia e Teologia (FAJE) em Belo Horizonte. Em Lisboa, integrou a Universidade Católica Portuguesa na qualidade de assistente (1996-1999), professor auxiliar (2005-2015) e professor associado. Em 2012, a Universidade Católica Portuguesa nomeia-o Vice-Reitor e, em 2018, Diretor da Faculdade de Teologia. Foi Straus Fellow na Universidade de Nova Iorque durante um ano, fazendo parte de uma equipa de investigadores convidados, empenhados no estudo do tema “Religião e Espaço Público”.

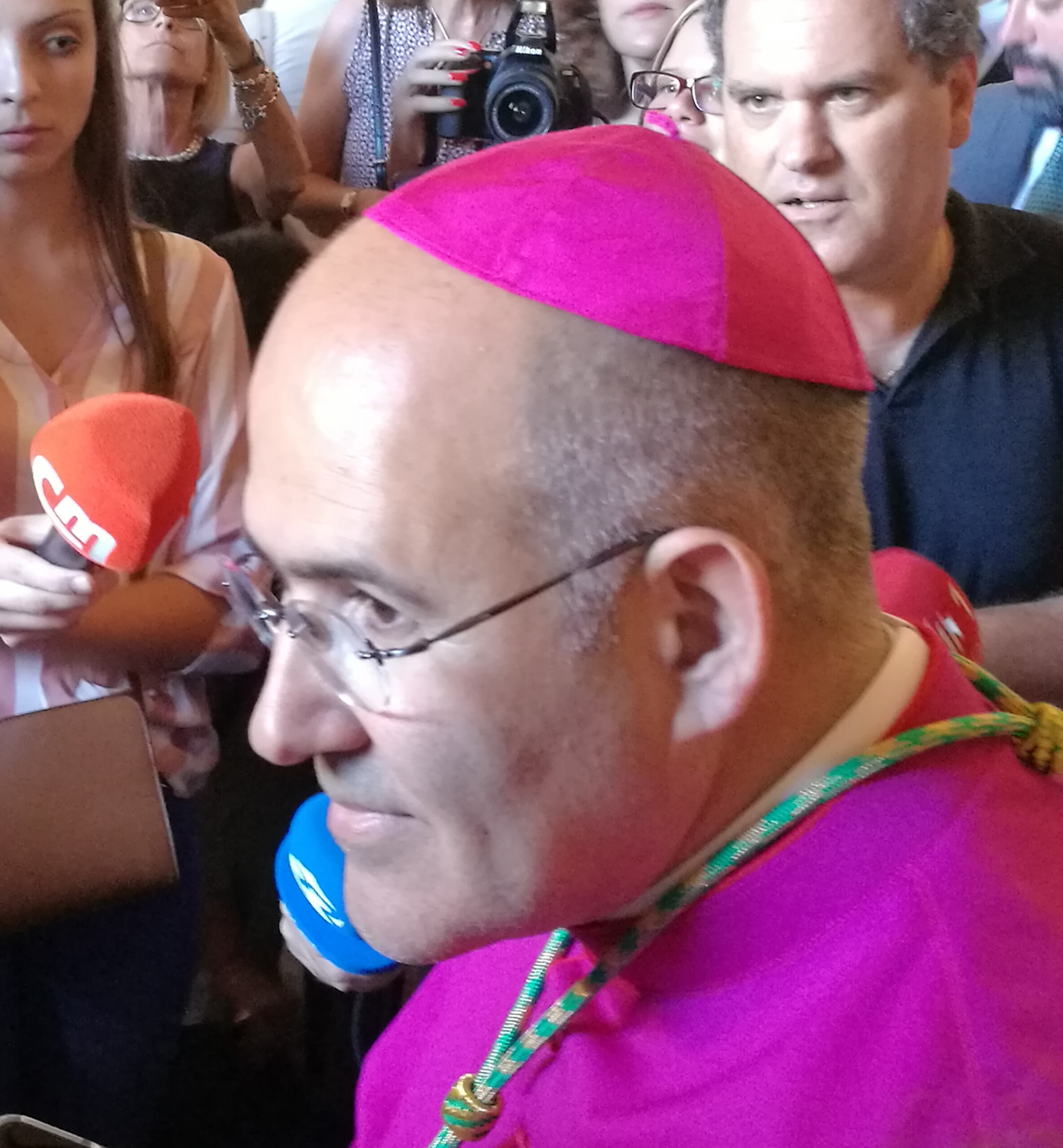
D. José Tolentino de Mendonça, após a ordenação episcopal. 28 de julho de 2018

### Atividade cultural e literária
Próximo do mundo cultural, por intermédio da sua vasta obra, das publicações e intervenções frequentes nos meios de comunicação social, José Tolentino de Mendonça foi nomeado em 2004 o primeiro director do Secretariado Nacional da Pastoral da Cultura, então criado pela Conferência Episcopal Portuguesa para promover o diálogo entre a Igreja e o meio cultural nacional, cargo que assume durante 10 anos.
Em 21 de novembro de 2009 depois de ter assistido a uma reunião do Papa Bento XVI com uma assembleia de artistas, José Tolentino de Mendonça confidencia que o gesto de hospitalidade do Papa foi bastante apreciado e que o Papa assinala que “no seio da Igreja, no seio do espaço cristão, [os artistas] têm uma casa, podem sentir-se como se estivessem em casa”. Em 2011, Bento XVI nomeia Tolentino Mendonça para consultor do Conselho Pontifício para a Cultura.. O Papa Francisco reconduziu-o em 2016.
Em 2018, José Tolentino de Mendonça é convidado pelo Papa Francisco para orientar os Exercícios Espirituais do retiro da Quaresma do Papa e dos membros da Cúria Romana entre 18 e 23 de Fevereiro. Para além da Bíblia, recorre a escritos de Fernando Pessoa, Clarice Lispector, Françoise Dolto, Etty Hillesum ou Blaise Pascal. Declara então que “os escritores são muitas vezes importantes guias espirituais”. As suas reflexões são publicadas sob o título Elogio da Sede, prefaciadas pelo Papa Francisco.
Janeiro de 2020: o cardeal Tolentino de Mendonça integra comissão científica dos 700 anos da morte de Dante Alighieri (1265-1321) presidada pelo cardeal Gianfranco Ravasi. Uma iniciativa organizada pelo Conselho Pontifício para a Cultura.
Fevereiro de 2020: o Papa Francisco nomeia o cardeal Tolentino de Mendonça como membro do Conselho Pontifício para a Cultura, presidido pelo cardeal Gianfranco Ravasi. O cardeal havia sido consultor entre 2011 e 2018.
Junho de 2020: o cardeal Tolentino de Mendonça recebe o Prémio Europeu Helena Vaz da Silva, devido à "capacidade que demonstra ao divulgar a beleza e a poesia como parte do património cultural intangível da Europa e do mundo".
Sob a liderança do cardeal Tolentino de Mendonça, no âmbito do 50º aniversário da inauguração da Coleção de Arte Moderna dos Museus do Vaticano, o Dicastério da Cultura e Educação é o principal organizador de um encontro entre o Papa Francisco e cerca de duzentos representantes do mundo cultural, artistas, escritores, compositores, músicos, actores, arquitectos, etc. de todo o mundo. Este evento, o primeiro desde 2009, quando José Tolentino de Mendonça participou, ter lugar a 23 de junho de 2023 na Capela Sistina. Os participantes incluem Caetano Veloso, Vik Muniz, Sidival Fila, Pedro Abrunhosa, Joana Vasconcelos, Gonçalo Tavares, José Luis Peixoto, Vhils.
O cardeal José Tolentino de Mendonça é o comissário da exposição titulada "Com os meus olhos" no pavilhão do Vaticano à 60a Bienal de Veneza (20.04-24.11.2024). O pavilhão encontra-se dentro da prisão feminina da Giudecca. O Papa Francisco, o primeiro papa a visitar a Bienal de Veneza, visita o pavilhão a 28 de abril.
Considerado uma das vozes do catolicismo contemporâneo, José Tolentino de Mendonça, especialista em Estudos Bíblicos, tem publicados ensaios, textos espirituais, poemas e sermões, onde aborda os temas maiores do cânone cristão, relacionando-os e fazendo-os dialogar com a vida e o quotidiano. A relação entre o cristianismo e a cultura constitui o foco central dos seus textos, procurando, enquanto teólogo e pensador religioso, descobrir a vida espiritual nos locais mais esquecidos, incentivando ao mesmo tempo a Igreja a ser mais presente e mais pertinente.
As suas obras são muito bem sucedidas em Portugal e cada vez mais traduzidas e publicadas no estrangeiro. Recebeu já inúmeros prémios literários, que contribuem para enaltecer a sua carreira enquanto escritor e sublinham o seu papel no mundo cultural.

## Episcopado e cardinalato

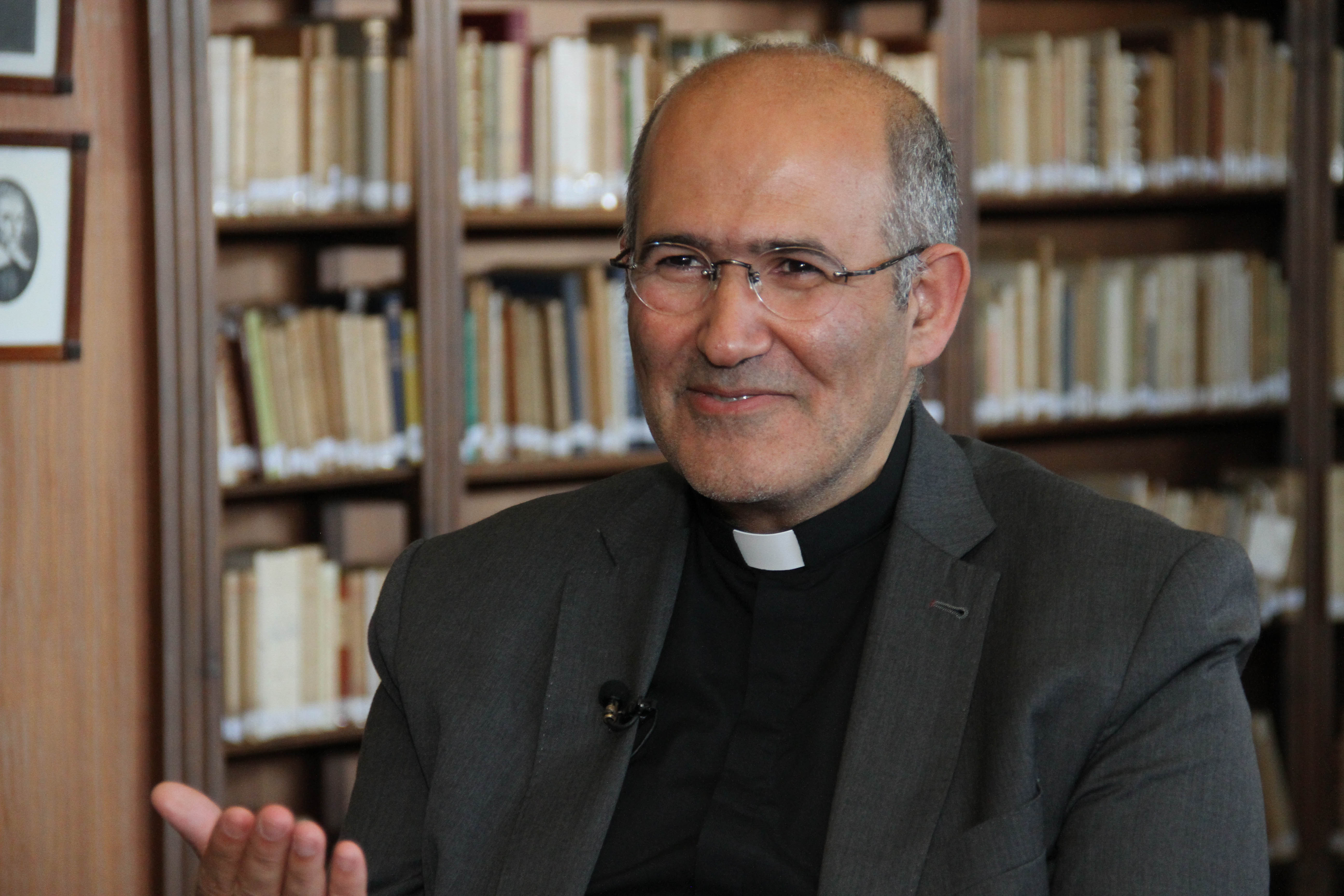
D. José Tolentino de Mendonça, julho de 2018

A 26 de junho de 2018 Tolentino de Mendonça foi nomeado arcebispo titular de Suava pelo Papa Francisco. Como arcebispo, foi nomeado para os cargos de Arquivista e Bibliotecário da Santa Sé, substituindo o arcebispo francês Jean-Louis Bruguès. Tomou posse dos cargos na Cúria Romana a 1 de Setembro de 2018.
A Ordenação Episcopal decorreu a 28 de julho de 2018, no Mosteiro dos Jerónimos, em Lisboa, tendo presidido à celebração o Cardeal-Patriarca de Lisboa, D. Manuel Clemente, e foram concelebrantes principais o Cardeal D. António Marto, Bispo de Leiria-Fátima e D. Teodoro de Faria, Bispo Emérito do Funchal, que a 28 de julho de 1990, tinha presidido à ordenação sacerdotal de José Tolentino de Mendonça.
No dia 1 de setembro de 2019, durante o Ângelus, Sua Santidade o Papa Francisco anunciou a nomeação de D. José Tolentino de Mendonça como Cardeal, no âmbito do Consistório Ordinário Público de 2019 para a criação de novos cardeais.
No dia 5 de outubro de 2019 foi elevado a Cardeal pelo Papa Francisco durante o Consistório, tendo sido nomeado Cardeal-Diácono e tendo-lhe sido atribuída a igreja romana dos Santos Domingos e Sisto.
A 17 de novembro de 2020, o Papa Francisco nomeia o Cardeal Tolentino de Mendonça como membro da Congregação para a Evangelização dos Povos, presidida pelo Cardeal Luis Antonio Tagle, que acompanha a vida da Igreja nos países de missão em todo o mundo.
A 30 de abril de 2022, o Papa Francisco nomeia o Cardeal Tolentino de Mendonça como membro da Congregação para a Causa dos Santos, presidida pelo Cardeal Marcello Semeraro, que acompanha o processo de Beatificação e Canonização dos candidados a santos em todo o mundo.
A 13 de Julho de 2022, o Papa Francisco nomea 13 novos membros para o Dicastério para os Bispos, incluindo 3 mulheres. O Cardeal é um dos outros 11 que se juntam ao dicastério, sendo o Prefeito o Cardeal Marc Ouellet.
No dia 26 de setembro de 2022, o Papa Francisco o nomeou primeiro Prefeito do Dicastério para a Cultura e a Educação .
A 7 de setembro de 2023, o Papa Francisco nomeia o Cardeal Tolentino de Mendonça como membro do Dicastério para o Culto Divino e Disciplina dos Sacramentos, do qual o Cardeal Arthur Roche é o Prefeito.
A 1 de junho de 2024 o Papa Francisco nomeia o cardeal Tolentino de Mendonça como membro do Dicastério para a Doutrina da Fé, liderado pelo cardeal Víctor Manuel Fernández.

## Ordenações

### Ordenações episcopais
Foi o principal sagrante dos seguintes bispos:
- Giovanni Cesare Pagazzi (2024)

E foi consagrante de:
- Alfonso Vincenzo Amarante, C.Ss.R. (2023)
- Nuno Isidro Nunes Cordeiro (2024)
- Alexandre Coutinho Lopes de Brito Palma (2024)

## Obras publicadas

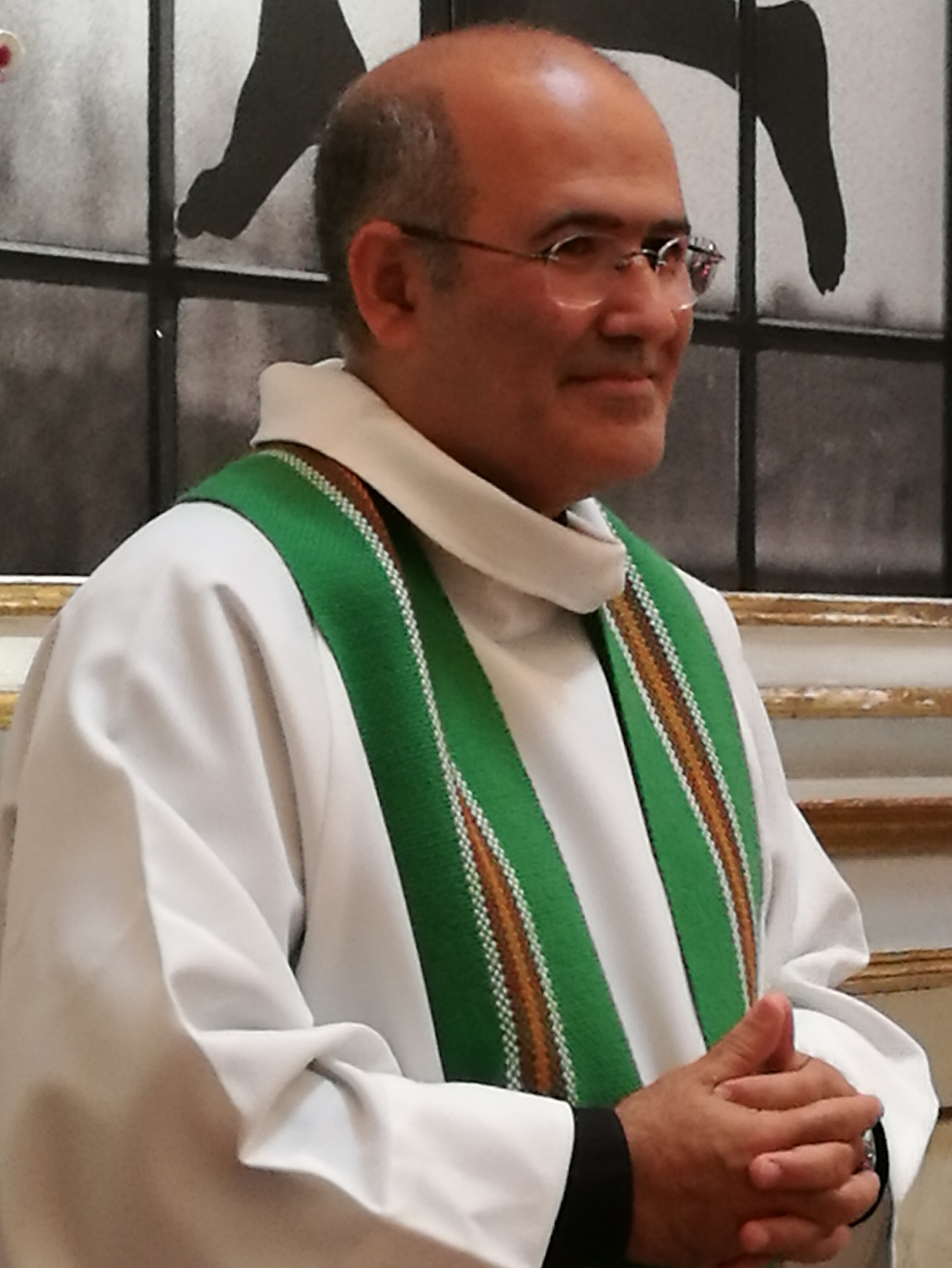
Pe. José Tolentino de Mendonça, na Capela do Rato, 22 de julho de 2018

### Livros em português
- Os Dias Contados, 1990 (poesia) - Edições SRTC/Poesia, Funchal, Madeira
- As estratégias do desejo: um discurso bíblico sobre a sexualidade, 1994 (ensaio) - Cotovia
- Longe não sabia, 1997 (poesia) - Editoril Presença
- A que distância deixaste o coração, 1998 (poesia) - Assírio & Alvim
- Se eu quiser falar com Deus, 1996 (textos pastorais) - Paulinas Editora
- Baldios, 1999 (poesia) - Assírio & Alvim
- Cântico dos Cânticos, 1999 - Cotovia
- De Igual para Igual, 2000 (poesia) - Assírio & Alvim
- Retiro aberto. Para uma mistica do quotidiano, 2001 - Monjas dominicanas, Mosterio de Santa Maria
- A construção de Jesus: uma leitura narrativa de Lucas 7,36-50, 2004 (ensaio) - Assírio & Alvim
- A Estrada Branca, 2005 (poesia) - Assírio & Alvim
- Perdoar Helena, 2005 (teatro) - Assírio & Alvim
- Tabuas de pedra, 2006 (poesia) - Assírio & Alvim
- A Noite abre os meus Olhos, 2006 (poesia reunida) - Assírio & Alvim
- Pentateuco, 2007 - Assírio & Alvim
- Bíblia Ilustrada, 4 livros, 2007 - Assírio & Alvim
- A leitura infinita. Bíblia e Interpretação, 2008 (ensaio) - Paulinas Editora
- Histórias escolhidas da Bíblia, 2009 - Assírio & Alvim
- O Viajante sem Sono, 2009 (poesia) - Assírio & Alvim
- O tesouro escondido, 2011 (ensaio) - Paulinas Editora
- Um deus que dança, 2011 (orações) - Apostolado da oração
- Pai-nosso que estais na terra, 2011 (ensaio) - Paulinas Editora
- Apocalipse ou Revelação do Apóstolo, o Teólogo, 2011 (audio CD, livros com CD por Luis Miguel Cintra) - Presente
- Nenhum caminho será longo, 2012 (ensaio) - Paulinas Editora
- O hipopótamo de Deus, 2013 (ensaio) - Paulinas Editora. Livro recomendado pelo PNL, Plano Nacional de Leitura
- Os rostos de Jesus, Temas e Debates, 2013
- A papoila e o monge, 2013 (poesia) - Assírio & Alvim
- O estado do bosque, 2013 (teatro) - Assírio & Alvim
- A mística do instante, 2014 (ensaio) - Paulinas Editora. Autor/livro selecionado nos exames nacionais de Português em 2015
- A leitura infinita, 2014 (ensaio) - Paulinas Editora
- A construção de Jesus, 2015 (ensaio) - Paulinas Editora
- Estação central, 2015 (poesia) - Assírio & Alvim
- Que coisa são as nuvens", 2015 - Expresso. Uma selecção das melhores crónicas semanais publicadas pelo Expresso
- Esperar contra toda a esperança, 2015 (ensaio)- Universidade Católica Editora
- Desporto, ética e transcendência, 2015 (ensaio) - Edições Afrontamento
- A construção de Jesus, 2015 (ensaio) - Paulinas Editora
- Corrigir os que erram, 2016 (ensaio) - Paulinas Editora
- Libertar o tempo. Para uma arte spiritual do presente, 2017 (ensaio) - Editora Paulinas/São Paulo, Brasil
- Teoria da fronteira, 2017 (poesia) - Assírio & Alvim
- O Pequeno caminho das grandes perguntas, 2017 (ensaio) - Quetzal
- O Elogio da Sede, 2018 (ensaio) - Quetzal. Texto dos exercícios espirituais do retiro de Quaresma do Papa e da Cúria Romana
- Requiem pela aurora de amanhã, 2018, (livrete da obra criada para o centésimo aniversario do fim da I Guerra Mundial (primeira presentação a 20 de julho 2018 no Mosteiro dos Jerónimos durante o 44º Festival Estoril-Lisboa, Música de João Madureira).
- Nos passos de Etty Hillesum, com co-editor Filipe Condado (fotos), 2019 (fotobiografia) - Documenta
- Uma beleza que nos pertence (Aforismos), 2019 (ensaio) - Quetzal
- Palavra e Vida 2020, O Evangelho comentado cada dia, 2019 - Fundação Claret
- O que é amar um país, 2020 (ensaio) - Quetzal
- Rezar de Olhos Abertos, 2020 (orações) - Quetzal
- Introdução a pintura rupestre, 2021 (poesia) - Assírio & Alvim
- A questão sobre Deus e o não saber explicar (co-escrito com o arquitecto Álvaro Siza Vieira), 2022 (ensaio) - Letras e Coisas
- Metamorfose necessária (Reler São Paulo), 2022 (ensaio) - Quetzal
- O Centro d Terra, 2024 (poesia) - Assírio & Alvim
- A vida em nós (Aforismos), 2024 (ensaio) - Quetzal

### Publicado apenas em língua inglesa
- Religion and Culture in the Process of Global Change: Portuguese Perspectives, com co-editores Alfredo Teixeira, Alexandre Palma, 2016 (ensaio) Cultural Heritage and Contemporary Change, Series VIII, Vol. 19 - Council for Research in Values & Philosophy

### Direção e coordenação de coleções
- Coleção Poéticas do Viver Crente, 2011 (Direção e Coordenação - Paulinas Editora)
- Coleção Poéticas do Viver Crente - série Linhas de Rumo, 2012 (Direção e Coordenação - Paulinas Editora)
- Coleção Grandes Diálogos, 2013 (Direção e Coordenação - Paulinas Editora)
- Coleção Teologias Práticas, 2013 (Direção e Coordenação - Paulinas Editora)
- Coleção Biblioteca Indispensável, 2014 (Direção e Coordenação - Paulinas Editora)

### Artigos
- Identidade e enigma: a interacção dos personagens na secção galilaica de Lucas, in Didaskalia 35, 1/2 (2005)
- A função cristológica do espaço em Lc 7,36-50, in Didaskalia 33, 1/2 (2003)
- Toda a Bíblia é Comunicação, in Bíblica - Série Cientifica, n.º 2
- O Pentecostes, in Bíblica - Série Cientifica, n.º 4
- Jesus Cristo, Palavra definitiva do Pai, in Bíblica - Série Cientifica, n.º 5
- O Espírito Santo: "Senhor que dá a Vida", in Bíblica - Série Cientifica, n.º 6

## Prémios literários
- Prémio Cidade de Lisboa de Poesia (1998)[30]
- Prémio PEN Clube Português (2005)[31]
- Prémio Literário da Fundação Inês de Castro (2009)[32]
- Finalista do Prémio Literário Casino da Póvoa (2011)[33]
- Finalista do Prémio Literário Casino da Póvoa (2015)[34]
- Prémio Literário Res Magnae (2015)[35]
- Grande Prémio APE/CM de Loulé - Crónica e Dispersos Literários (2016)[36]
- Grande Prémio de Poesia Teixeira de Pascoaes (2016)[37]
- Prémio Capri-San Michele (2017)[38]
- Prémio "Uma vida por… paixão!" do jornal italiano Avvenire (2018) [39]
- Co-vencedor do prémio "Cassidorio il Grande" (2020)[40]
- Prémio Universidade de Coimbra (2021)[41]
- Prémio de literatura espiritual e poesia religiosa Basilicata (2021)[42]
- Prémio D. Diniz 2022 atribuido ao livro "Introdução a pintura rupestre" pela Fundação da Casa de Mateus (2023)[43]
- Prémio Literário Francisco Sá de Miranda 2023 atribuido ao livro "Introdução a pintura rupestre" [44]
- Prémio de poesia LericiPea (Italia) para sua obra[45]
- No dia 11 de abril de 2025, o Cardeal Tolentino de Mendonça venceu a 21ª edição do Prémio Eduardo Lourenço por decisão unânime do júri. O prémio reconhece o contributo do cardeal para a cultura portuguesa contemporânea e o seu papel como intelectual, humanista e poeta.[46]

## Distinções
- Grau de Comendador da Ordem do Infante D. Henrique (28 de junho de 2001)[47]
- Grau de Comendador da Ordem Militar de Sant'Iago da Espada (4 de dezembro de 2015)[47]
- Medalha de Mérito da Região Autónoma da Madeira (23 de dezembro de 2019)[48][49]
- O presidente da República Portuguesa, Marcelo Rebelo de Sousa, escolhe Tolentino de Mendonça para presidir às comemorações do 10 de Junho de 2020, Dia de Portugal, de Camões e das Comunidades Portuguesas, no mosteiro dos Jerónimos em Belém [50][51]
- Medalha de Honra da Cidade de Lisboa (27 de março de 2024)[52]
- Prémio Pessoa (2023)
- Grau de Grã-Cruz da Ordem Militar de Sant'Iago da Espada (25 de novembro de 2022), entregue pelo Presidente da República Portuguesa, Marcelo Rebelo de Sousa, em 19 de junho de 2024, em Lisboa, por ocasião da entrega do Prémio Pessoa 2023.[53][47]

## Outras honras
- Considerado um dos 100 portugueses mais influentes em 2012, pela E A Revista do Expresso (Portugal) (2012)
- A Revista Estante, da FNAC, considera A Mística do Instante, de José Tolentino Mendonça, um dos 10 livros «imperdíveis» de 2014 na área da não ficção[54]
- E A Revista do Expresso (Portugal) cita José Tolentino Mendonça entre "os 50 poderosos, influentes, inovadores, provocadores e consegrados que marcaram a nossa vida no ultímo ano" (29.6.2019) [55]
- Em seu editorial de 21 de dezembro de 2019, o jornal Expresso (Portugal) indica que sua equipe editorial escolheu José Tolentino de Mendonça como personalidade portuguesa do ano[56]
- Em 14 de dezembro de 2021 o Cardeal D. José Tolentino de Mendonça torna-se membro honorario da Academia de Marinha numa ceremónia presidida pelo Presidente da República Portuguesa, Marcelo Rebelo de Sousa[57]
- Em 18 de dezembro de 2022 o Cardeal vence a primeira edição do Grande Prémio Ilídio Pinho numa ceremónia presidida pelo Presidente da República Portuguesa, Marcelo Rebelo de Sousa. O prémio visa homenagear personalidades que se dedicam à “promoção e defesa dos valores universais da portugalidade”.[58]
- Em 14 de dezembro de 2023 o cardeal é distinguido com o Prémio Pessoa, uma iniciativa do semanário Expresso e da Caixa Geral de Depósitos que visa reconhecer a atividade de pessoas portuguesas com papel significativo na vida cultural e científica do país [59]
- Em 15 de dezembro de 2023, a Universidade de Aveiro (Portugal) concede um doutoramento honoris causa ao cardeal Tolentino de Mendonça pela sua visão global do mundo e pela sua capacidade de trazer uma dimensão cultural à discussão dos problemas do nosso tempo.[60]
- Em 25 de janeiro de 2024, a Universidade Católica de Pernambuco (Unicap), no Brasil, confere o título de Doutor Honoris Causa ao Cardeal Tolentino de Mendonça, aí conhecido desde 2009: professor itinerante, deu aí cursos e conferências, e apresentou vários dos seus livros quando foram publicados no Brasil.[61]
- Em 24 de Agosto de 2024, o cardeal Tolentino de Mendonça recebe um doutoramento honoris causa da Universidade Católica da Argentina por sua importante actividade eclesiástica e acadêmica, seu trabalho sacerdotal e de pastoral humana, bem como sua significativa contribuição nos campos da ciência, das artes, da cultura e da educação.[62]